# 船井生醫
船井生醫股份有限公司（英語：funcare of taiwan co ltd），是臺灣一家生物科技公司，1994年於臺灣台中市創立，主要從事品牌經營及國際品牌代理，產品有健康食品、醫療器械（低週波治療器）、藥品等。
2013年6月19日，船井生醫於正式向中國大陸發展。

## 歷史
1994年，船井生醫股份有限公司正式成立。
1999年，倍熱通過衛生福利部食品藥物管理署防風通聖散中藥藥物許可證。
2009年6月，船井生醫與日本野口醫學研究所合作，「Ido醫朵」成立。
2015年，獲得臺中市第二屆傑出產業創新獎「技術創新類」。同，通過國家生技醫療產業策進會「SNQ國家品質標章」認證。
2017年，船井生醫獲世界食品品質評鑑Monde Selection最高榮譽獎。。

## 爭議事件
2011年7月7日，「船井推脂美型訂製組」商品廣告，宣稱「推脂甩肉、輕鬆享瘦」等，屬廣告不實，已違反公平交易法第21條第1項規定，分別處雅虎公司新台幣10萬元罰鍰。
2012年10月1日，臺中市政府衛生局因為倍熱夜孅胺基酸於5月22日在船井生醫官方網站廣告內容誇大不實，因此處分船井生醫。
2013年1月23日，金鐘六月醫朵超光纖美白奇肌霜，醫朵AC-11回齡奇跡精淬，醫朵天后-超光纖美白霜熱銷組，醫朵超進化3D微針除皺修復液等多項產品觸犯化粧品衛生管理條例第24條第1項。

## 外部連結
- （繁體中文）船井生醫官方網站 （页面存档备份，存于）